# ConSozial Wissenschaftspreis
Der ConSozial Wissenschaftspreis für herausragende wissenschaftliche Arbeiten im Sozialmarkt wird gestiftet von der Dr. Loew Soziale Dienstleistungen GmbH & Co. KG, Wernberg-Köblitz/Oberpfalz.
Der Preis wird jährlich auf der ConSozial – Deutschlands größter Sozialmesse in Nürnberg – vom Bayerischen Staatsministerium für Arbeit und Sozialordnung, Familie und Frauen verliehen.
Erkenntnisse der Wissenschaft sollen Impulse setzen, die für die Erbringung sozialer Dienstleistungen richtungsweisend sein können. Der Preis wird vergeben für eine sozialwissenschaftliche Arbeit aus dem Bereich Sozialwirtschaft und Sozialmanagement, die das Potenzial hat, die Praxis der Sozialen Arbeit maßgeblich zu beeinflussen. Besonderer Wert wird auf konkrete Vorschläge und Methoden sowie Originalität und Praktikabilität für die Umsetzung und deren ökonomischer Nutzen im Alltag gelegt.
Der ConSozial Wissenschaftspreis ist mit 4.000 Euro dotiert (Stand 2010) und wird von dem Unternehmen Dr. Loew Soziale Dienstleistungen gestiftet. Die Preisträger werden von einer unabhängigen Jury ermittelt. Darüber hinaus wird noch der ConSozial Management-Preis (mit 10.000 Euro dotiert, gestiftet von Ernst & Young) vergeben. Seit 2010 erfolgt die Vergabe beider Preise alternierend.

## Preisträger
- 2005
  - Carola Nick, Thema: Kundenorientierung in gerontopsychiatrischen Einrichtungen
  - Bettina Stoll, Thema: Balanced Scorecard für Soziale Organisationen
- 2006
  - Annemarie Gerzer-Sass, Historikerin und Sozialwissenschaftlerin Wissenschaftliche Referentin am Deutschen Jugendinstitut, München (DJI), Thema: Familienkompetenzen als Potenzial einer innovativen Sozialpolitik
- 2007
  - Benjamin Seuberth, Diplom-Sozialpädagoge (FH), Thema: Kosten von Bürokratie und Qualitätsmanagement in einer Einrichtung der stationären Jugendhilfe
- 2008
  - Markus Schäfers: Dissertation „Lebensqualität aus Nutzersicht – Wie Menschen mit geistiger Behinderung in Wohneinrichtungen ihre Lebenssituation beurteilen“, Technische Universität Dortmund.
Das Rehabilitationssystem befindet sich in einem grundlegenden Wandel hin zu einer stärkeren Dienstleistungs- und Nutzerorientierung. Es rückt zunehmend die Frage nach den Wirkungen der Unterstützungsangebote und deren Beurteilung durch die Nutzer selbst in den Vordergrund.[1]
- 2009
  - Alexandra Kurka-Wöbking: Masterarbeit an der Philosophisch-Theologischen Hochschule Vallendar -pflegewissenschaftliche Fakultät. Thema: Community Health Assessment -Stadt Landshut, Wie versorgt die Stadt Landshut ihre älteren Mitbürger mit einem (potentiellen) Hilfe- und Pflegebedarf? Die Arbeit befasst sich mit der gesundheitlichen und pflegerischen Versorgung älterer Menschen in der Stadt Landshut. Mit der Methode des Community Health Assessments wurde im Rahmen der Arbeit ein 4-Phasenmodell entwickelt.Die Arbeit leistet einen wichtigen Beitrag zur strukturellen Weiterentwicklung von Versorgungskonzepten auf kommunaler Ebene. Die mit viel Sorgfalt erhobene regionale Studie hat durch die Bereitstellung von Kriterien für Risiko- und Potential-Analyse eine hohe Umsetzbarkeit in der Praxis (aus der Jury-Begründung)
  - Annegret Saxe: Doktorarbeit an der Westfälischen Wilhelms-Universität Münster. Thema: Erfolgsfaktoren für Stiftungskooperationen- eine theoretische und empirische Analyse[2]
- 2010
  - Barbara Mittnacht: Doktorarbeit an der Universität Bremen. Thema: Qualitätsentwicklung und Nachhaltigkeit im Kontext häuslicher Pflegearrangements. Entwicklungstrends und Perspektiven[3][4][5]
- 2012[6]
  - Kategorie Lebenswerk: Otto Speck
  - Kategorie Wissenschaft: Vanessa Kubek: Promotion/Habilitation an der TU Kaiserslautern. Thema: Humanität beruflicher Teilhabe im Zeichen der Inklusion
  - Kategorie Nachwuchs: Julia Hornung: Masterarbeit an der FH Koblenz
- 2014[7]
  - Kategorie Lebenswerk: Klaus Dörner
  - Kategorie Wissenschaft: Daniel Franz
  - Kategorie Nachwuchs: Yvonne Kuhnke
- 2016[8]
  - Kategorie Lebenswerk: Hans Thiersch
  - Kategorie Wissenschaft: Laura Dobusch
  - Kategorie Nachwuchs: Monika Walbröl
- 2018[9]
  - Kategorie Lebenswerk: Heiner Keupp
  - Kategorie Nachwuchs: Florian Bödecker
- 2021[10]
  - Kategorie Lebenswerk: Ursula Lehr
  - Kategorie Nachwuchs: Enikö Schradi
- 2023
  - Kategorie Lebenswerk: Thomas Rauschenbach
  - Kategorie Nachwuchs: Kim Sara Marsh, Stefan Blümel